# Куликов, Александр Сергеевич
Александр Сергеевич Куликов (1 декабря 1933, село Александрово, Рамешковский район, Тверская область — 29 апреля 2009, Москва) — протоиерей Русской православной церкви, настоятель храма святителя Николая в Клённиках (с 1990 года).
Тезоименитство — 6 декабря (23 ноября), в честь благоверного князя Александра Невского.

## Биография
В 1943 году на войне погибли его отец Сергей Васильевич и старший брат Пётр. В 1948 году, в связи с кончиной матери Анны Васильевны Александр переехал с сёстрами в Тверь, где закончил среднюю школу и одновременно прислуживал в соборе Белая Троица у возглавлявшего Калининскую и Великолукскую епархию епископа Арсения (Крылова).
В 1950 году епископа Арсения (Крылова) перевели в Уфу в связи с назначением епископом Уфимским и Башкирским, и он пригласил юношу к себе на должность иподиакона.
В 1952—1955 годах Александр проходил срочную воинскую службу в Средней Азии, в Фергане, где познакомился со своим будущим духовником — архимандритом Борисом (Холчевым).
В период с 1956 по 1959 год обучался в Московской духовной семинарии. Во время обучения 24 июня 1958 года был рукоположён в сан диакона в Успенском трапезном храме Новодевичьего монастыря епископом Дмитровским Пименом (Извековым), будущим патриархом. С июня 1958 года по ноябрь 1959 года служил в храме Владимирской иконы Божией Матери в селе Куркино Московской области. С ноября 1959 года по 1960 год — в храме Преображения Господня на Преображенской площади. В 1960 году — в храме Святителя Николая Чудотворца в Кузнецах (Замоскворечье).
13 ноября 1960 года епископом Пименом (Извековым) рукоположён в сан иерея в храме Святителя Николая в Кузнецах.
С 1960 года по 1968 год — священник храма Святителя Николая в Кузнецах. Настоятелем храма был тогда протоиерей Всеволод Шпиллер, под руководством которого и возрастал молодой священник, получая духовно-практическую помощь. В тот период завязалась его переписка с жившим в затворе иеромонахом Павлом (Троицким):

Как легко тогда было. Рядом — мудрый наставник. Вдали, но тоже рядом — иеромонах Павел. Напишешь ему письмо с вопросом «Как поступить?» и получаешь ответ: «Не делай этого — нет воли Божией». Или наоборот: «Есть воля Божия»…
В 1967 состоялась первая встреча со старцем Иоанном (Крестьянкиным) в Успенском Псково-Печерском монастыре, которая переросла в духовную близость:

Приезжал я часто. Беседовал с батюшкой, иногда удавалось с ним послужить. И всегда мы кланялись ему через знакомых. К сожалению, я не писал батюшке, думал, что он и так сильно загружен, ведь ему писали люди отовсюду…
В 1968 году окончил Московскую духовную академию. Получил степень кандидата богословия, защитив диссертацию по теме «Таинство покаяния в деле пастырского душепопечения». В академии встречал будущего патриарха Алексия II.
Дальнейшая служба:
- 1968—1969 — настоятель храма Воздвижения Креста Господня в Алтуфьеве.
- 1969—1983 — священник храма Святителя Николая в Кузнецах.
- 1983—1990 — священник храма Святых мучеников Адриана и Наталии в Бабушкине.

С 1990 года — настоятель храма Святителя Николая в Кленниках на Маросейке. Все годы пастырского служения в этом храме отец Александр духовно окормлял ещё остававшихся в живых членов маросейской общины времен святого праведного Алексия и священномученика Сергия. Настоятелем стал, когда в середине 1990 года власти вернули храм Святителя Николая в Клённиках Русской православной церкви. В этом храме отец Александр служил до кончины.
Скончался вечером 29 апреля 2009 года после тяжёлой продолжительной болезни. Похоронен 1 мая на Никольском кладбище близ Никольско-Архангельского храма у платф. Никольское.

## Проповеди и публикации
- Николо-Кузнецкий храм в Москве // Журнал Московской Патриархии. — М., 1975. — № 1. — С. 23-28.[4]
- Божественная литургия. Просительная ектения. Лобзание мира // Журнал Московской Патриархии. — М., 1978. — № 6. — С. 78-79.[4] (соавтор: протоиерей Александр Сложеникин)
- В Неделю о самаряныне. (проповедь) // Журнал Московской Патриархии. — М., 1979. — № 5. — С. 44-45.[5]
- В день памяти святителя Николая, архиепископа Мирликийского. (проповедь) // Журнал Московской Патриархии. — М., 1979. — № 12. — С. 39.[4]
- «Покаяние — дверь в Жизнь вечную» (проповедь) // Журнал Московской Патриархии. — М., 1981. — № 2. — С. 40-42.[5]
- Приходской праздник // Журнал Московской Патриархии. — М., 1981. — № 8. — С. 25.[4] (соавтор: диакон Валентин Асмус)
- 300-летие храма Святителя Николая в Кузнецах [в Москве] // Журнал Московской Патриархии. — М., 1983. — № 5. — С. 21-22.[5]
- Таинство покаяния. Подготовка священника к совершению исповеди // Журнал Московской Патриархии. — М., 1985. — № 4. — С. 77-78.[4] (соавтор: протоиерей Геннадий Нефедов)
- Таинство покаяния. Чинопоследование исповеди // Журнал Московской Патриархии. — М., 1986. — № 2. — С. 76-78.[4] (соавтор: протоиерей Геннадий Нефедов)
- Дева днесь предстоит в Церкви и с лики святых невидимо за ны молится Богу (кондак) // Журнал Московской Патриархии. — М., 1993. — № 10. — С. 3-4.[4]
- О молитве Иисусовой (сказание о ней святых отцов Церкви и старческие советы подвижников Божиих) // Журнал Московской Патриархии. — М., 1994. — № 7-8. — С. 71-78.[4]
- Слово на Преображение Господне. (проповедь) // Журнал Московской Патриархии. — М., 1995. — № 6-8. — С. 64.[4]

## Награды
- Орден Святого благоверного князя Даниила Московского II степени (2003 год) — во внимание к трудам на благо Церкви и в связи с 70-летием со дня рождения.
- Орден Преподобного Сергия Радонежского II степени (2000 год) — к 40-летию пастырского служения.

## О нём
Протоиерей Димитрий Смирнов, настоятель храма Благовещения Пресвятой Богородицы в Петровском парке, председатель синодального отдела Русской православной церкви по взаимодействию с вооруженными силами и правоохранительными органами:

Отец Александр — человек с евангельской точки зрения выдающийся. Даже если о нём думать и вспоминать — на сердце всегда радость и тишина. Когда встречаешься с человеком, достигшим христианского совершенства, возникает чувство благоговения и почтения.
Епископ Орехово-Зуевский Алексий (Фролов):

Ему, рождённому в очень трудное время, Господь ниспослал дар веры, и с этим даром он достойным образом идет по жизни. Большую часть своего времени он стоит у святого престола и возносит благодарственные молитвы, прошения, ходатайства за нас, здесь пребывающих, любящих этот храм. Отец Александр, как вы знаете, исполнен величайшего смирения, которое дает возможность ему — любить вас и вам — любить его. Неудивительно, дорогие, что Господь благословил воссоздать этот храм, некогда порушенный, оскверненный, в бытность его настоятелем отца Александра, а старец Алексий, пресвитер Московский, благословил, чтобы именно при отце Александре были явлены его мощи в Москве и он стал ещё одним молитвенником-ходатаем престольного града. Сын старца Алексия, протоиерей Сергий, был также прославлен Русской Православной Церковью в чине священномученика. Отец Александр избран именно на то, чтобы продолжать служение и дело старца Алексия и протоиерея Сергия. Мы знаем, конечно же, что на это служение благословляет Господь. Он Сам избрал отца Александра, чтобы тот настоятельствовал в этом храме в столь ответственное и трудное время.
Воспоминания протоиерея Владимира Воробьёва, ректора Православного Свято-Тихоновского гуманитарного университета:

Его знали очень многие. Это видно из того, сколько людей было на его отпевании. Прощалось с ним большое количество духовенства и множество прихожан. Батюшка не был публичным человеком в силу своей удивительной скромности, которая являлась его совершенно особенным качеством. Это при том, что отец Александр окончил Московскую Духовную Академию, был кандидатом богословия и очень начитанным и образованным человеком.
Воспоминания протоиерея Николая Чернышева.